# HD112528
HD112528 — хімічно пекулярна зоря спектрального класу A3, що має видиму зоряну величину в смузі V приблизно  8,3.
Вона  розташована на відстані близько 1148,4 світлових років від Сонця.

## Пекулярний хімічний склад
Зоряна атмосфера HD112528 має підвищений вміст 
Cr
.